# Moto Me'n-Me'n
Eine Moto Me'n-Me'n ist ein oboenähnliches Instrument aus Osttimor. Verwendet wird es bei den Fataluku in der Gemeinde Lautém, im äußersten Osten der Insel Timor.
Es handelt sich um ein Bambusrohr mit vier Grifflöchern mit einem Schallbecher aus Palmblätter. Das dünne, wie eine Pfeife klingende Mundstück vibriert, als ob es einen gewissen Widerstand im Klang gäbe. Die Zunge schließt sich, ähnlich wie bei einer Oboe, über dem Mundstück, während es angeblasen wird. Die Tonhöhe, die sie verwendet, liegt um das B-Dur herum. Es wird eine Art pentatonische Skala mit fünf Tönen verwendet: Fis, B-Dur, B-Dur natürlich, D, und f-Moll natürlich.
Die Moto Me'n-Me'n wird zur Unterhaltung gespielt und soll die Gefühle des Spielers vermitteln. Auch zum Vertreiben von Vögeln, Schweinen und anderen Tieren, die die Ernte in Feldern und Gärten fressen wird sie verwendet.